# Cebidae
Cebidae er en af fem familier af vestaber. Den omfatter dødningehovedaber og kapucineraber. Familien omfattede tidligere også sakiaber, uakarier, springaber, edderkopaber, uldaber og brølaber, der til sammen blev kaldt sapajuer eller pelsaber.

## Beskrivelse
Arterne i familien har en kropslængde på 25 til 55 centimeter med en lige så lang hale. Dødningehovedaber vejer mellem 700 og 1100 gram, mens kapucineraber vejer 2 til 4 kilogram. Pelsen er kort og tæt og oftest sort, brun eller grå, undertiden med kontrasterende farver. Kroppen er langstrakt og halen kan i et vist omfang anvendes som gribehale (hos dødningehovedaber dog kun hos unge dyr). Fingre og tæer er alle forsynet med negle.
Hovedet er rundt, snuden er kort og øjnene sidder tæt sammen. Tandformlen er som hos de fleste vestaber 2.1.3.32.1.3.3, i alt har de altså 36 tænder.

## Udbredelse
Udbredelsesområdet strækker sig fra Mellemamerika (Honduras) over amazonbækkenet til det sydøstlige Brasilien. De lever i skove af meget forskellig karakter.

## Levevis
Kapucineraber og dødningehovedaber er dagaktive dyr, der opholder sig i træerne. De er dygtige klatrere og bevæger sig mest på alle fire. De træffes af og til på jorden.
De lever i grupper på 8 til 100 dyr, der består af både hunner og hanner og deres fælles unger. Oftest findes et hierarki indenfor begge køn. Grupper af kapucineraber bliver anført af en dominant han, mens grupper af dødningehovedaber oftest domineres af hunner, der presser hannerne i baggrunden. Medlemmerne af en gruppe kommunikerer ved hjælp af talrige lyde.
De er altædende og ernærer sig af frø, blade og knopper, men også af insekter og andre smådyr, undertiden også små hvirveldyr og fugleæg.
Efter en drægtighedsperiode på 150 til 180 dage føder hunnen en enkelt unge. Fædrene deltager stort set ikke i opfostringen, hvad dog hyppigt de andre hunner i gruppen gør.

## Klassifikation
Tidligere blev vestaber opdelt i Callitrichidae og denne familie, Cebidae. Omkring 2005 blev silkeaber, tamariner og løveaber placeret i en underfamilie af Cebidae, mens de andre slægter fra Cebidae blev flyttet til egne familier: Aotidae, Pitheciidae og Atelidae. Ifølge den nyeste inddeling af vestaberne er silkeaber, tamariner og løveaber igen i deres egen familie Callitrichidae, hvilket kun efterlader dødningehovedaber og kapucineraber i denne familie:
- Familie Cebidae
  - Underfamilie Cebinae: kapucineraber
    - Slægt Cebus
      - Cebus kaapori
      - Cebus olivaceus
      - Kapucinerabe (hvidhalset kapucinerabe), Cebus capucinus
      - Hvidpandet kapucinerabe, Cebus albifrons

    - Slægt Sapajus
      - Sapajus libidinosus
      - Sapajus nigritus
      - Sapajus flavius
      - Gulbrystet kapucinerabe, Sapajus xanthosternos
      - Brunhovedet kapucinerabe, Sapajus apella

  - Unerfamilie Saimiriinae: dødningehovedaber
    - Slægt Saimiri
      - Saimiri ustus
      - Saimiri vanzolini
      - Sorthovedet dødningehovedabe (Bolivia-dødningehovedabe), Saimiri boliviensis
      - Centralamerikansk dødningehovedabe, Saimiri oerstedi
      - Dødningehovedabe, Saimiri sciureus